# اورمانتائو
اورمانتائو (انگلیسی: Urmantau) یک شهرک در شهرستان سالاواتسکی استان باشقیرستان کشور روسیه است.